# نیژنی سارابیل
نیژنی سارابیل (انگلیسی: Nizhny Sarabil) یک شهرک در شهرستان زیانچورینسکی استان باشقیرستان کشور روسیه است.